# Tashkent Open 2019 - Qualificazioni singolare
Le qualificazioni del singolare femminile del Tashkent Open 2019 sono state un torneo di tennis preliminare per accedere alla fase finale della manifestazione. Le vincitrici dell'ultimo turno sono entrate di diritto nel tabellone principale. In caso di ritiro di una o più giocatrici aventi diritto a queste sono subentrati le lucky loser, ossia le giocatrici che hanno perso nell'ultimo turno ma che avevano una classifica più alta rispetto alle altre partecipanti che avevano comunque perso nel turno finale.

## Teste di serie
1. Mihaela Buzărnescu (primo turno, ritirata)
2. Harriet Dart (qualificata)
3. Ljudmila Samsonova (qualificata)
4. Tereza Martincová (qualificata)

1. Ana Bogdan (ultimo turno)
2. Varvara Flink (ultimo turno)
3. Dalila Jakupovič (primo turno)
4. Chloé Paquet (ultimo turno)

## Qualificate
1. Vol'ha Havarcova
2. Harriet Dart

1. Ljudmila Samsonova
2. Tereza Martincová

## Tabellone

### Legenda
| - Q = Qualificato - WC = Wild card - LL = Lucky loser | - ALT = Alternate - SE = Special Exempt - PR = Protected Ranking | - w/o = Walkover - r = Ritirato - d = Squalificato |

### Sezione 1
|  | Primo turno | Primo turno        | Primo turno        | Primo turno | Primo turno |  |  | Ultimo turno | Ultimo turno       | Ultimo turno | Ultimo turno | Ultimo turno |  |
|  |             |                    |                    |             |             |  |  |              |                    |              |              |              |  |
|  | 1           | Mihaela Buzărnescu | Mihaela Buzărnescu | 4           | r           |  |  |              |                    |              |              |              |  |
|  |             | Jaqueline Cristian | Jaqueline Cristian | 6           |             |  |  |              | Jaqueline Cristian | 4            | 6            | 1            |  |
|  |             | Vol'ha Havarcova   | Vol'ha Havarcova   | 6           | 6           |  |  |              | Vol'ha Havarcova   | 6            | 4            | 6            |  |
|  | 7           | Dalila Jakupovič   | Dalila Jakupovič   | 1           | 0           |  |  |              |                    |              |              |              |  |

### Sezione 2
|  | Primo turno | Primo turno       | Primo turno       | Primo turno | Primo turno |  |  | Ultimo turno | Ultimo turno | Ultimo turno | Ultimo turno | Ultimo turno |  |
|  |             |                   |                   |             |             |  |  |              |              |              |              |              |  |
|  | 2           | Harriet Dart      | Harriet Dart      | 7           | 6           |  |  |              |              |              |              |              |  |
|  |             | Valerija Savinych | Valerija Savinych | 65          | 2           |  |  | 2            | Harriet Dart | 3            | 6            | 6            |  |
|  | WC          | Milana Maslenkova | Milana Maslenkova | 1           | 0           |  |  | 5            | Ana Bogdan   | 6            | 3            | 3            |  |
|  | 5           | Ana Bogdan        | Ana Bogdan        | 6           | 6           |  |  |              |              |              |              |              |  |

### Sezione 3
|  | Primo turno | Primo turno        | Primo turno        | Primo turno | Primo turno |  |  | Ultimo turno | Ultimo turno       | Ultimo turno       | Ultimo turno | Ultimo turno |  |
|  |             |                    |                    |             |             |  |  |              |                    |                    |              |              |  |
|  | 3           | Ljudmila Samsonova | Ljudmila Samsonova | 6           | 6           |  |  |              |                    |                    |              |              |  |
|  | WC          | Gozal' Aınıtdınova | Gozal' Aınıtdınova | 2           | 2           |  |  | 3            | Ljudmila Samsonova | Ljudmila Samsonova | 6            | 7            |  |
|  |             | Naomi Broady       | 3                  | 6           | 1           |  |  | 6            | Varvara Flink      | Varvara Flink      | 3            | 5            |  |
|  | 6           | Varvara Flink      | 6                  | 3           | 6           |  |  |              |                    |                    |              |              |  |

### Sezione 4
|  | Primo turno | Primo turno       | Primo turno       | Primo turno | Primo turno |  |  | Ultimo turno | Ultimo turno      | Ultimo turno      | Ultimo turno | Ultimo turno |  |
|  |             |                   |                   |             |             |  |  |              |                   |                   |              |              |  |
|  | 4           | Tereza Martincová | Tereza Martincová | 6           | 6           |  |  |              |                   |                   |              |              |  |
|  |             | Jana Sizikova     | Jana Sizikova     | 3           | 0           |  |  | 4            | Tereza Martincová | Tereza Martincová | 7            | 6            |  |
|  |             | Ankita Raina      | 68                | 6           | 5           |  |  | 8            | Chloé Paquet      | Chloé Paquet      | 64           | 1            |  |
|  | 8           | Chloé Paquet      | 7                 | 3           | 7           |  |  |              |                   |                   |              |              |  |